# زغال‌اخته سفت
زغال‌اخته سفت (نام علمی: Cornus foemina) نام یک گونه از سرده زغال‌اخته است.